# Ephemerellidae
Ephemerellidae è una famiglia di insetti che comprende circa 170 specie di effimere lunghe da 0,6 a 1,4 cm. Questi insetti di medie dimensioni hanno tre code addominali e una colorazione scura o opaca.

## Ciclo biologico
Molte femmine depongono le uova in un ammasso, che poi dividono sulla superficie dell'acqua. Molte ninfe si nutrono di materia organica in putrefazione.

## Distribuzione
In tutto il mondo, ma rari nell'emisfero meridionale; in fumi, torrenti, laghi e stagni, tra l'erba, i rifiuti vegetali e la sabbia.